# Браћа (албум)
Браћа је први студијски албум новосадске хипхоп и алтернативне подгрупе Бекфлеш (Ђомла, Кумела, Дача и Гугутка) који је издат 2019. године. Албум је изашао после четири године од оформљавања ове подгрупе (главна група је „Клика”). На албуму се налази десет песама.
На две песме гостује Ничке 3000, њихов колега из групе „Клика”, подгрупе „Кардеж”, а за песму „Бог туге” је снимљен спот. Планирана су још три спота за песме с овога албума.
Ово је први и последњи студијски албум Бекфлеша, јер је Кумела (вокал и битмејкер) напустио подгрупу и посветио се соло каријери.

## Процес стварања
Чланови подгрупе Бекфлеш су рекли да им је било потребно много времена да избаце овај албум. Највише су се мучили са одабиром матрица. Истакли су да су направили приближно четири хиљаде матрица и да су на крају „изабрали десет једва”. Стварање текста им је, за разлику од битова, представљао мањи проблем.
Првобитно име овог албума је требало да буде Југословенски Народни Албум, али су се одлучили да ипак он не треба тако да се назове јер ниједна песма на албуму није те тематике. Назив Браћа су сковали у последњи час, недељу дана пред издавање.

Они су сами истакли да им је нумера „Аустро” с овога албума најдража:
„Најбољи бит који смо урадили до сад, можда никад нећемо бољи урадити. Нисмо хтели да га кваримо својим очајним вокалима, па смо га оставили као инструментал да можете да се дрогирате на уши.”

## Критике
Критичари су приметили да су песме на овом албуму много „емотивнијег нивоа” од њихових претходник нумера.

## Песме
На албуму се налазе следеће песме: